# Региональный парк Вяркяй

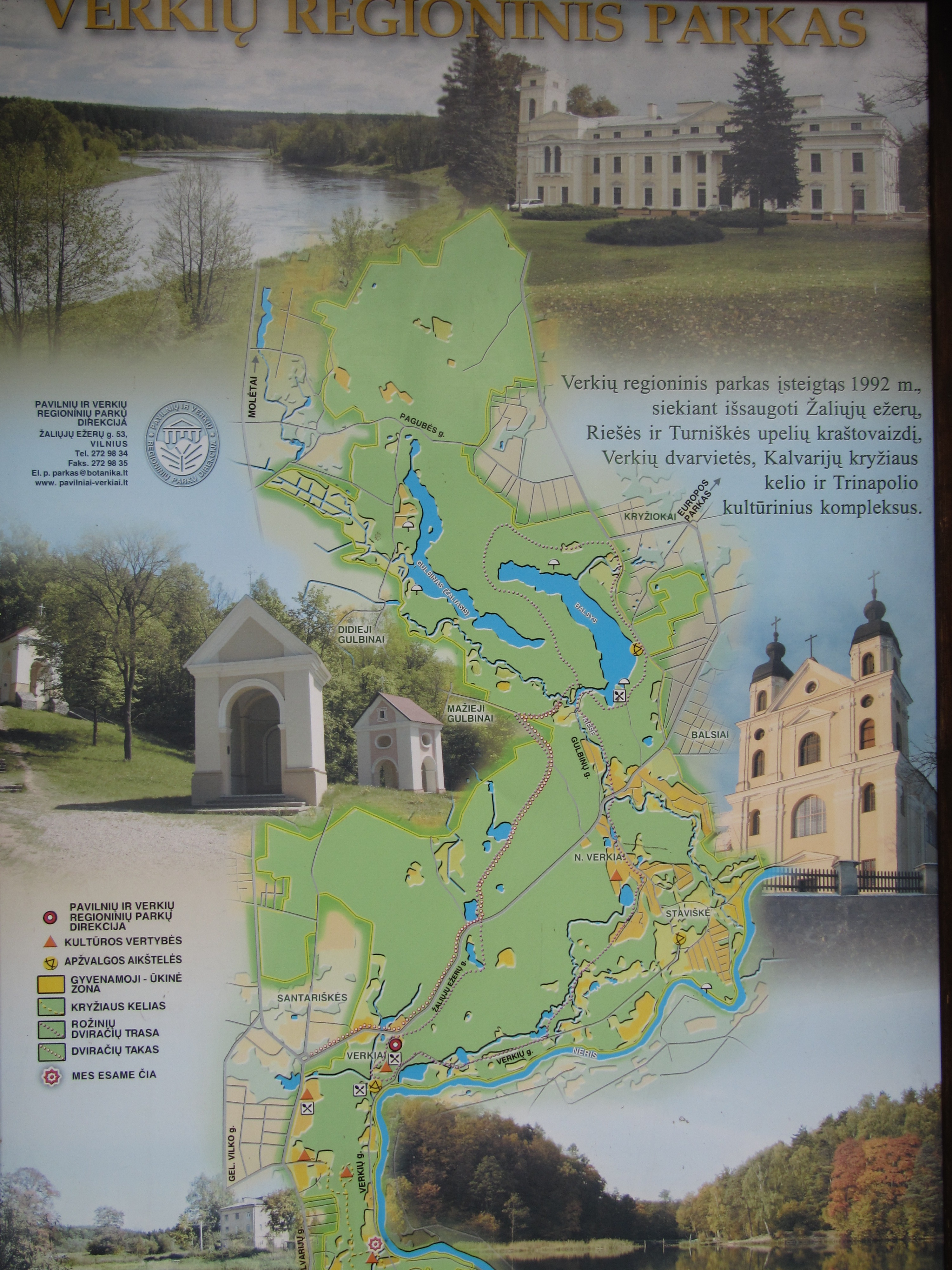
План регионального парка Вяркяй

Региональный парк Вяркяй (лит. Verkių regioninis parkas) — один из региональных парков Литвы, полностью располагающийся в пределах Вильнюса, Литва.

## История
Региональный парк Вяркяй был создан в 1992 году с целью охраны Зелёных озёр, Вяркяйского дворца, ландшафтного парка, религиозно-архитектурного комплекса «Вильнюсская кальвария» и католического монастыря «Тринаполис». Региональный парк занимает площадь 2,673 га. Лес занимает 76,5 %, охраняемые территории составляют 52,7 % и 23,9 % от общей территории занимают места отдыха.

## Природа
На территории парка располагаются Зелёные озёра, имеющие необычный ярко-зелёный цвет, который связан с высоким содержанием карбоната в подземных источниках.
В парке найдено около 870 видов растений, 33 из которых внесены в Красную книгу Литвы.
В парке производятся орнитологические наблюдения.

## Культурное наследие
На территории регионального парка находятся основанный в XVII веке центр католического паломничества «Вильнюсская кальвария» с костёлом Обретения Святого Креста, бывший монастырь тринитариев с костёлом Пресвятой Троицы (тринопольский костёл, «Тринаполис»).
В парке находится Вяркяйский дворец, являющийся архитектурным памятником XVIII века и центром паркового ландшафтного дизайна, а также старинная бумажная фабрика.

## Галерея

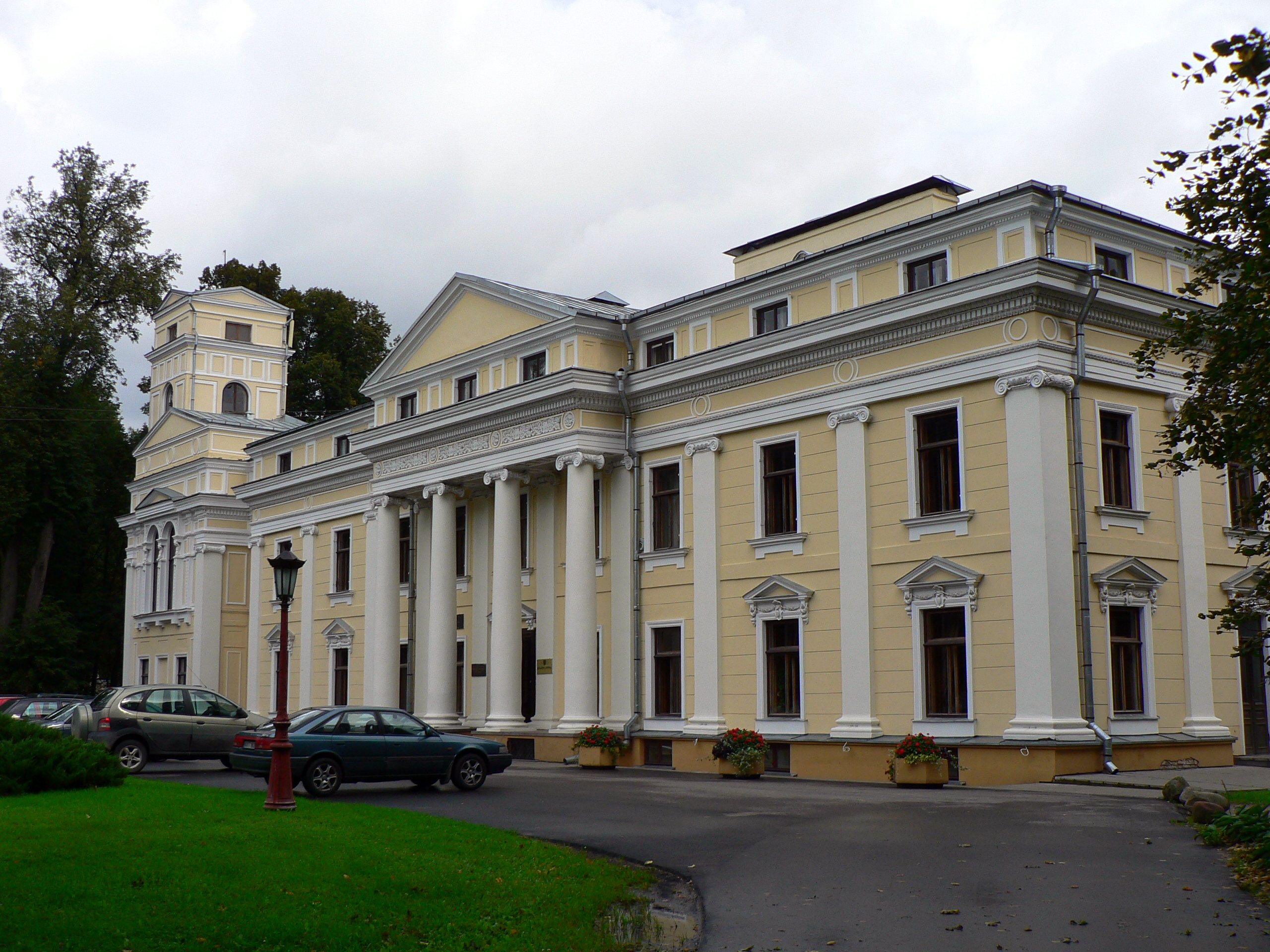
Вяркяйский дворец
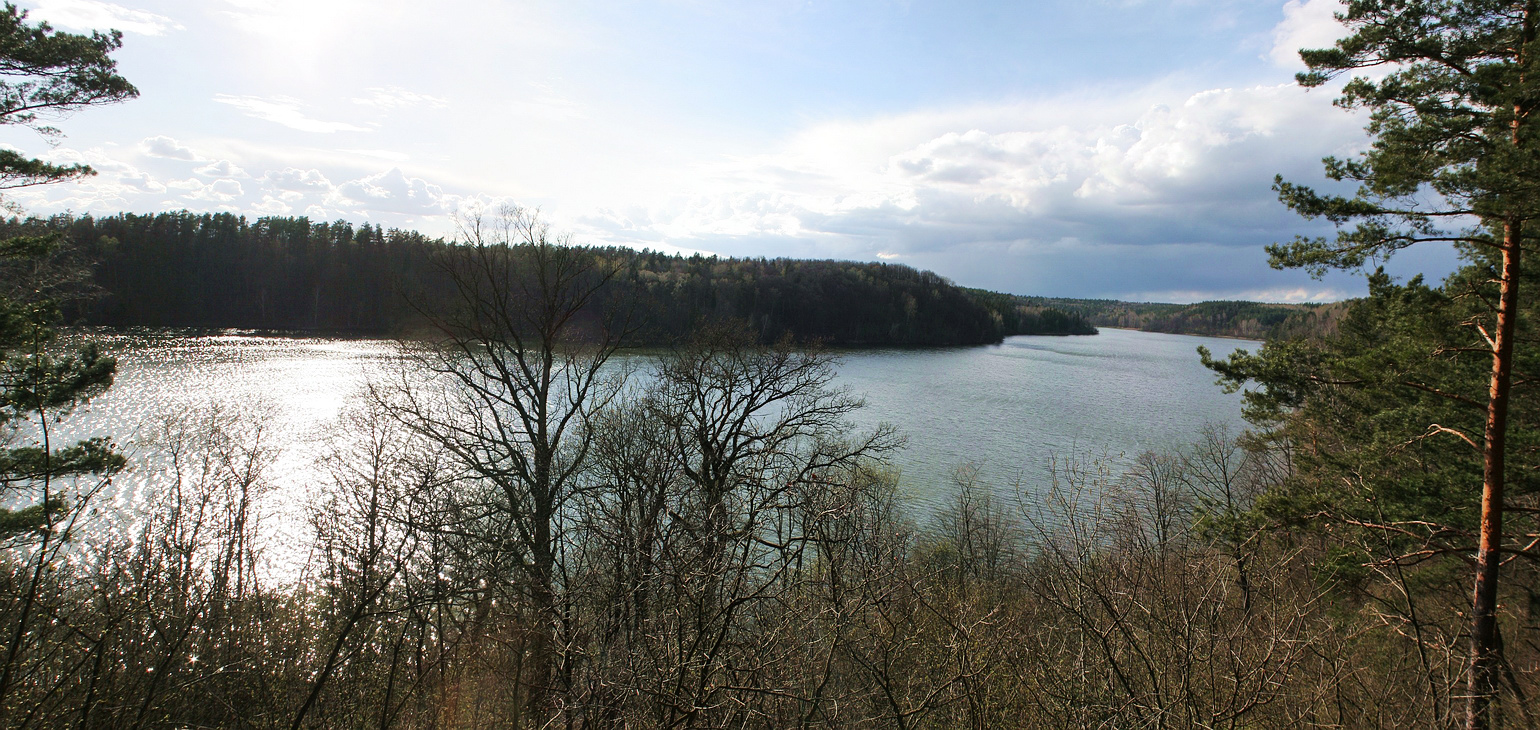
Озеро Балсис
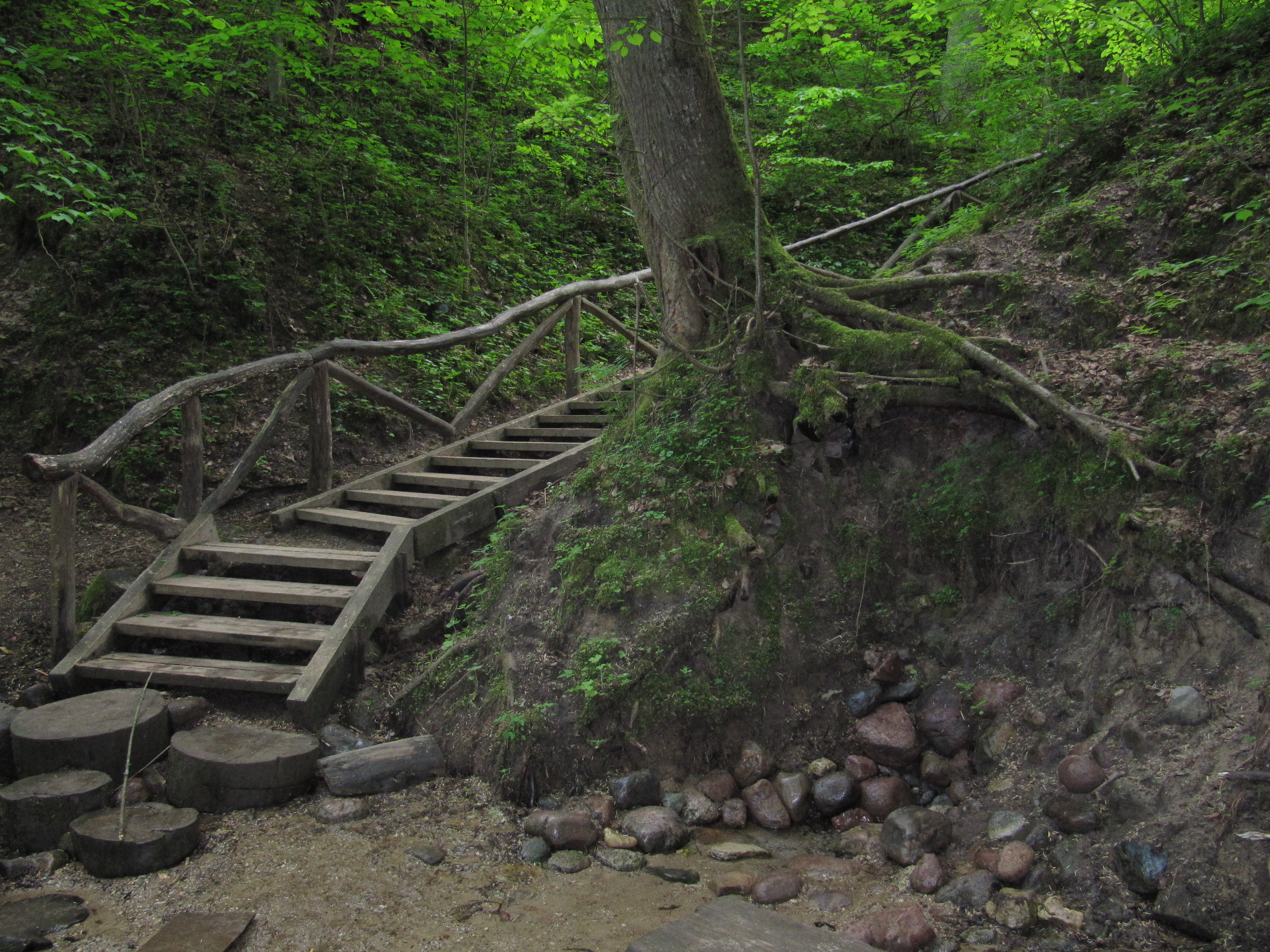
Родник
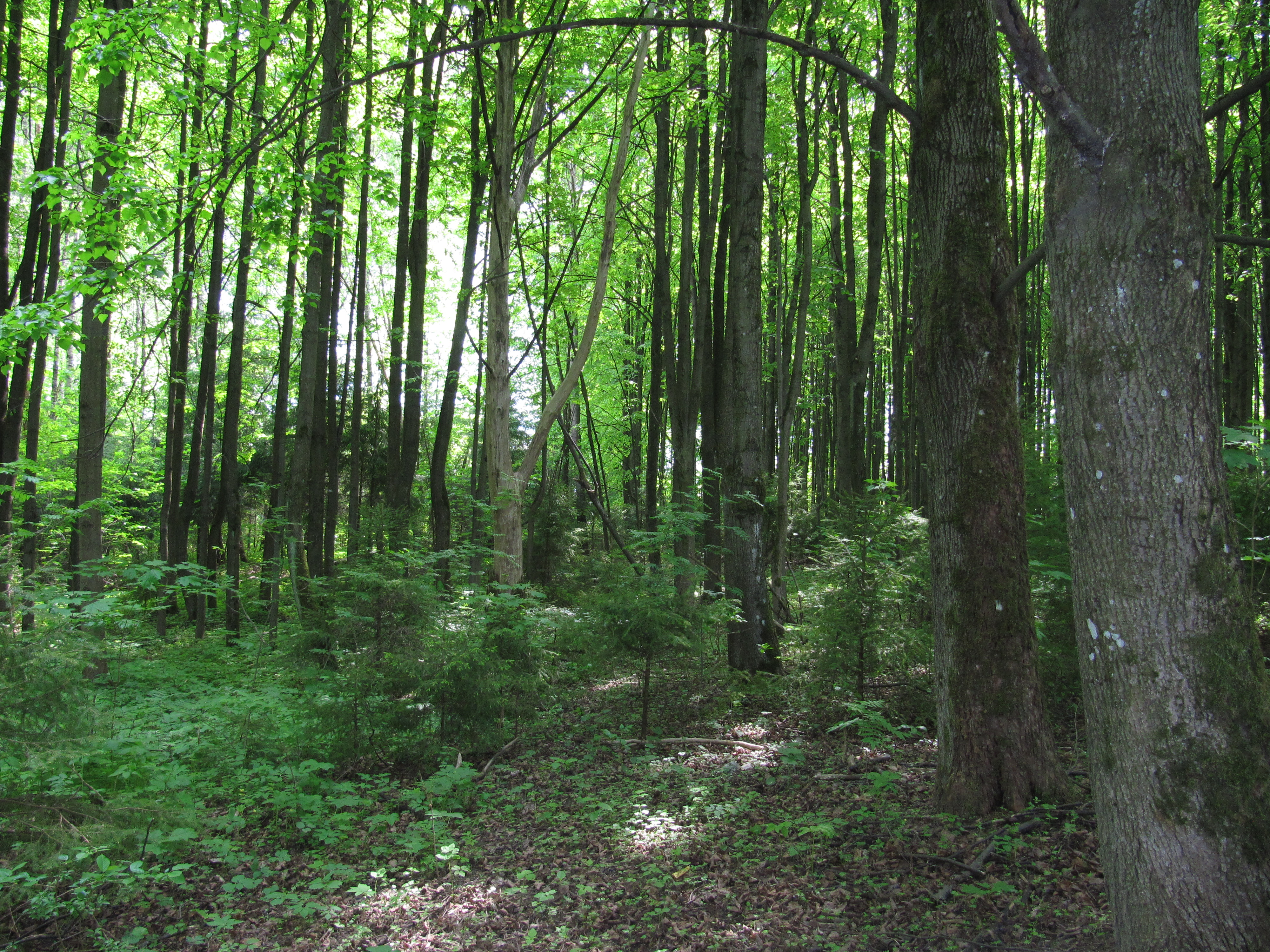
Лес
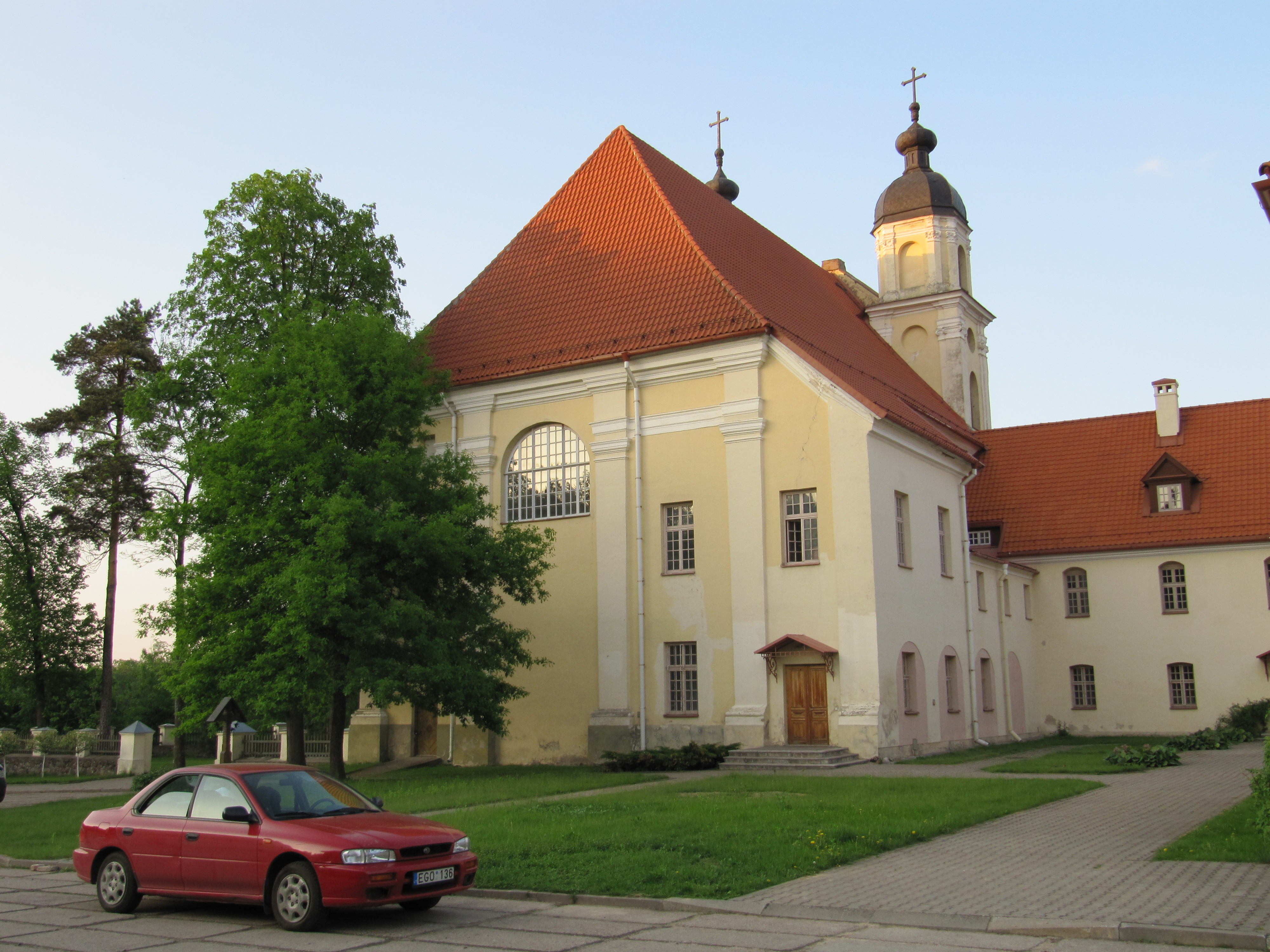
Монастырь «Тринаполис»